# Shōtarō Yasuoka
Shōtarō Yasuoka 安岡 章太郎; 30 mai 1920 à Kōchi, préfecture de Kōchi - 26 janvier 2013 à Tokyo), est un écrivain japonais.
Haruko Yasuoka (安岡 治子), la fille de Yasuoka, est professeur de littérature russe au département des études culturelles de l'université de Tokyo.

## Biographie
L'enfance de Yasuoka est instable et marquée par de fréquents changements de résidence parce que son père, en tant que vétérinaire dans l'armée, est régulièrement transféré d'une affectation à l'autre. Yasuoka montre de la réticence à aller à l'école et contracte une pleurésie au cours de ses années de collège. En 1944, il est conscrit et envoyé en Mandchourie, d'où il revient un an plus tard avec la tuberculose.
Le style de Yasuoka est fortement identifié par son caractère autobiographique. Le thème de ses histoires est souvent le monde de l'expérience de l'auteur lui-même. Les récits de Yasuoka sont construits avec une grande diversité psychologique, qui rappelle Naoya Shiga et l'humour d'un Masuji Ibuse.

## Prix et distinctions
- 1953 Prix Akutagawa pour Warui nakama (悪い仲間) et Inkina tanoshimi (陰気な愉しみ)
- 1959 Prix Noma pour Kaihen no kōkei (海辺の光景)
- 1967 Prix Mainichi de la culture pour Maku ga orite kara (幕が下りてから)
- 1973 Prix Yomiuri catégorie roman pour Hashire tomahawk (Hashire tomahōku) (走れトマホーク)
- 1975 Nihon Geijutsuinsho (日本芸術院賞)
- 1989 Prix Noma pour Boku no Shōwa-shi (僕の昭和史)
- 1991 Prix Asahi pour son œuvre littéraire depuis 1950
- 1991 Prix Kawabata pour Oji no bochi (伯父の墓地)
- 1995 Prix Yomiuri catégorie Essai/Relation de voyage pour  Hate mo nai dōchūki (果てもない道中記)
- 2000 Prix Jirō Osaragi pour Kagamigawa (鏡川)
- 2001 Yasuoka est honoré pour service rendu  la culture japonaise (文化功労者, Bunka Kōrōsha)

## Liste des œuvres traduites en français
- 1952 : Ces chères petites bêtes (愛玩), dans La Famille - Anthologie de nouvelles japonaises contemporaines Tome 4, nouvelle traduite par Jean-Jacques Tschudin, Éditions du Rocher, 2009.
- 1963 : L'Epouse du prêteur sur gages (質屋の女房), dans Anthologie de nouvelles japonaises contemporaines (tome I), nouvelle traduite par Anne Sakai, Gallimard, 1986.

## Traduction par l'auteur
- En 1977, Yasuoka traduit Racines de Alex Haley en compagnie de Matsuda Sen (松田 銑) ins Japanische

## Source de la traduction
- (de) Cet article est partiellement ou en totalité issu de l’article de Wikipédia en allemand intitulé « Yasuoka Shōtarō » (voir la liste des auteurs).